# Engelhardia polystachya
Engelhardia polystachya är en valnötsväxtart som beskrevs av Ludwig Radlkofer. Engelhardia polystachya ingår i släktet Engelhardia och familjen valnötsväxter. Inga underarter finns listade i Catalogue of Life.